# Valley Head
Valley Head – miasto w Stanach Zjednoczonych, w stanie Alabama, w hrabstwie DeKalb. W roku 2023 miasto zamieszkiwało 590 osób, a gęstość zaludnienia wynosiła 65,6 osoby/km².